# Atrocolus
Atrocolus is een kevergeslacht uit de familie van de boktorren (Cerambycidae). De wetenschappelijke naam van het geslacht werd voor het eerst geldig gepubliceerd in 2008 door Monné M. A. & Monné M. L..

## Soorten
Atrocolus omvat de volgende soorten:
- Atrocolus guarani Monné M. A. & Monné M. L., 2011
- Atrocolus mariahelenae Monné M. A. & Monné M. L., 2008